# Pogrom dei veterani
Il pogrom dei veterani, noto anche come pogrom contro i disabili o strage dei veterani, fu un atto di violenza abilista di massa avvenuto il 30 novembre 1943 ad Atene, in Grecia, durante la seconda guerra mondiale, attuato dai Battaglioni di Sicurezza dello Stato Ellenico contro i veterani disabili reduci dell'invasione della Grecia da parte dell'Asse.
I veterani disabili, curati presso i vari ospedali di Atene, furono arrestati dai Battaglioni di Sicurezza e consegnati alle forze naziste presenti sul territorio, nelle prigioni di Chaidari e Hatzikosta. Di quei veterani, 238 furono mandati a morte.

## Antefatti
Dopo la caduta del fronte greco e l'invasione tedesca della Grecia, circa 15.000 invalidi di guerra trovarono rifugio negli ospedali di Atene. I disabili vissero in condizioni difficili, ma si organizzarono per migliorare le condizioni di vita negli ospedali creando comitati ospedalieri per gestire le forniture alimentari e mediche. Parteciparono, inoltre, alle manifestazioni del marzo 1943 contro la mobilitazione dei greci per il fronte orientale e del 22 luglio 1943 contro l'espansione della zona di occupazione bulgara. Di conseguenza, i veterani di guerra disabili divennero un obiettivo dei collaborazionisti Battaglioni di Sicurezza.

## Storia

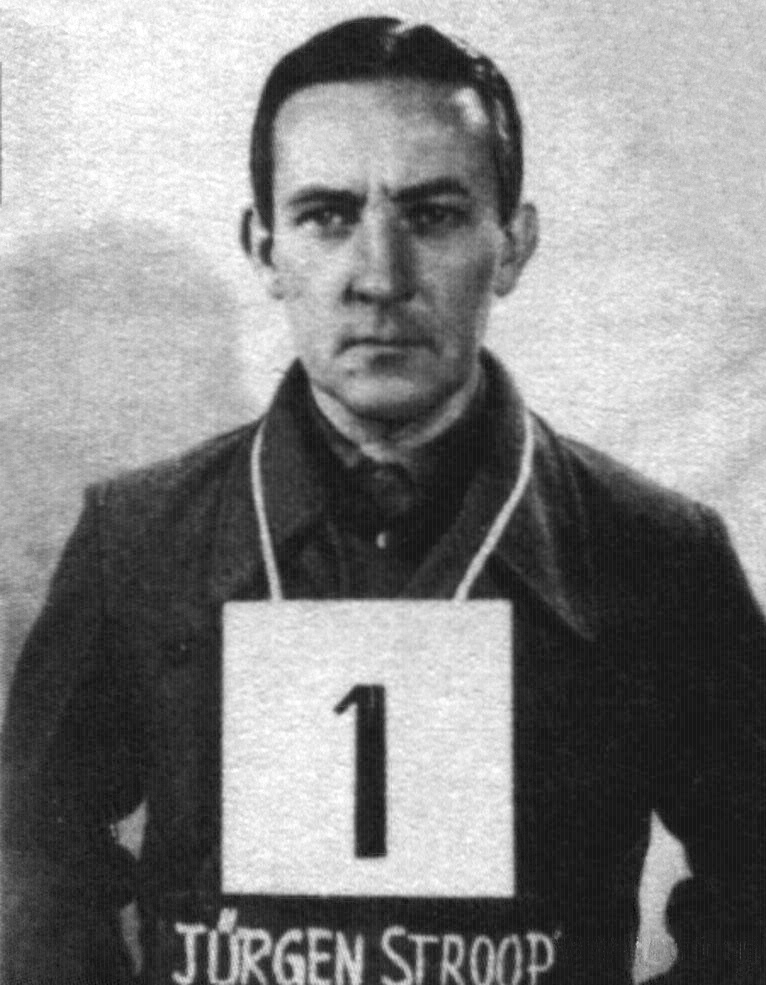
Fotografia raffigurante Jürgen Stroop

La notte del 30 novembre, i Battaglioni di Sicurezza, sotto la supervisione di Jürgen Stroop, comandante delle Schutzstaffel, circondarono con dei camion ciascuno dei diciannove ospedali di Atene e arrestarono con la forza i disabili, molti dei quali morirono durante il trasporto o nelle prigioni, poiché le loro ferite non rimarginate sanguinavano ancora per via delle percosse subite durante dai nazisti. I veterani disabili, privati delle stampelle e delle protesi di legno, furono ammassati nei camion e portati nei campi di prigionia di Hatzikosta e Chaidari, dove 238 di loro furono mandati a morte.